# تمارين بيربي

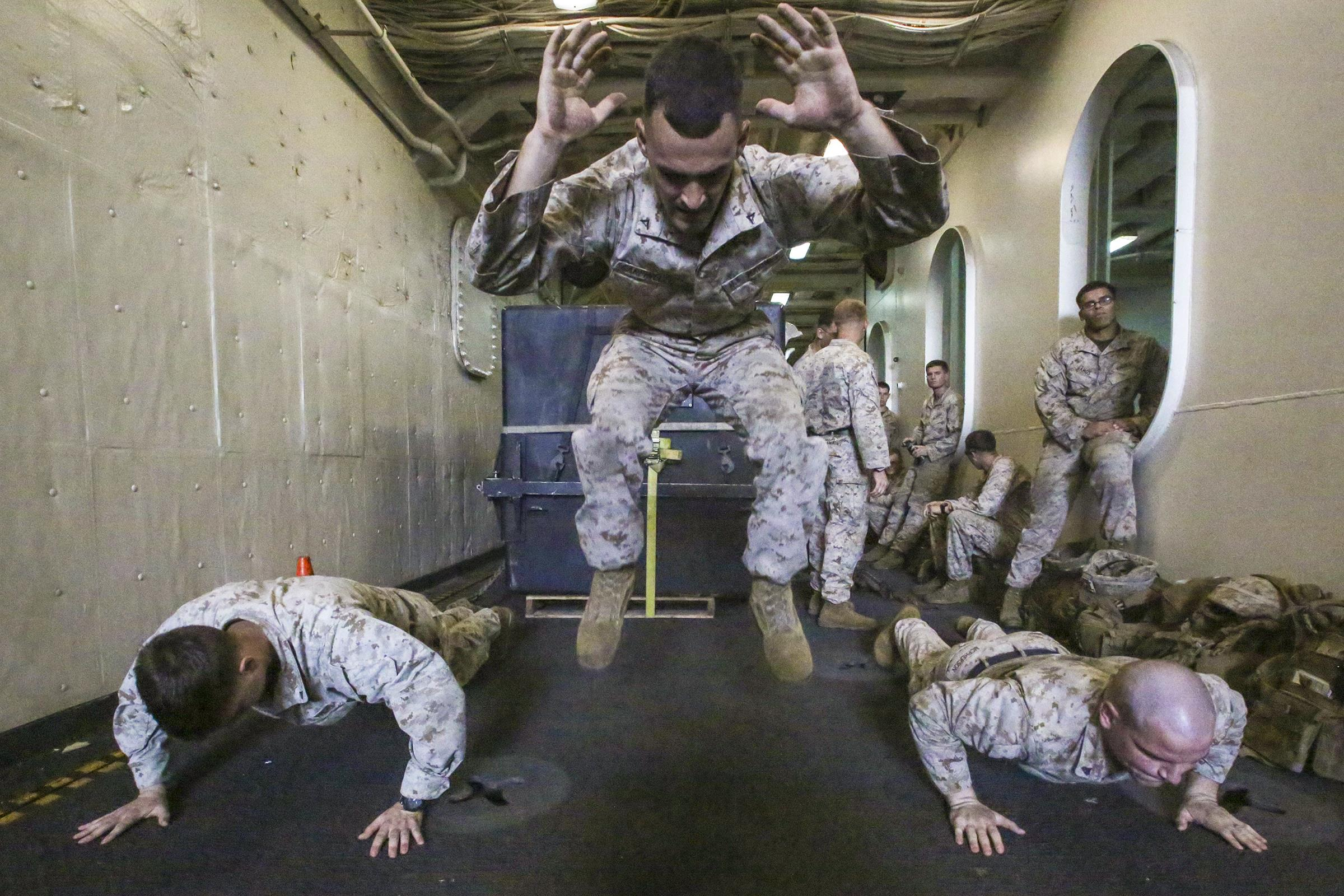

تمارين بيربي  هي تمارين لكمال الجسم تستخدم في تمرين القوة والتمرينات الرياضية. وتتم في أربع خطوات وكانت أصلاً تعرف باسم «باربي عد أربعة»:
1. وضع الوقوف في البداية
2. الجلوس في وضع القرفصاء مع وضع اليدين على الأرض (عدد 1)
3. مد رجليك مرة أخرى في حركة سريعة واحدة. (عدد 2)
4. العودة إلى وضع القرفصاء في حركة سريعة واحدة. (العدد 3)
5. العودة إلى الوقوف من جديد (العدد 4) [1]

## متغيرات أكثر تحديا
بيربي الدفعيقوم الرياضي بالدفع في المساحة الفارغة أمامه
بيربي الدفع بالركبةيعطف الرياضي ركبتيه على الأرض قبل أن يقوم
بيربي القفز لأعلىيقفز الرياضي إلى الأعلى لأعلى مسافة ممكنة، قبل البدء من جديد
بيربي الوثب الطويليقفز الرياضي إلى الأمام وليس إلى الأعلى.
بيربي القفز أثناء الانثناءيضع الرياضي ركبتيه على صدره في ذروة القفز
بيبربي القفزيقفز الرياضي بين حواجز من البيربي
بيربي القفز على صندوقيقفز الرياضي على صندوق بدلاً من الصعود والهبوط
بيربي الذراع الواحديستخدم الرياضي ذراع واحد فقط للعملية بأكملها بما في ذلك الدفع.
باربي الدمبلالرياضي يحمل زوج من دومبيلس أثناء قيامه بالممارسة.
باربي باراكوريقفز الرياضي على مائدة وينفذ بيربي آخر على الطاولة ثم يقفز مرة أخرى إلى الموقف الأول.
بيربي الدفع الهندييدفع للأعلى بدلا من الدفع العادي
بيربي السحبالجمع بين السحب القفز أو السحب بدلا من القفز.
بيربي العضلاتشد العضلات إلى أعلى مع القفز أو شدها بدون قفز.
بيربي المزدوجةبدلاً من دفع واحد يقوم بدفع اثنين في صف واحد.
بيربي الساق الواحدةيقف الرياضي على ساق واحدة، ويحني خصره ويضع يديه على الأرض على امتداد الكتفين. ثم يقفز إلى الأمام بساق واحدة ثم يكرر ذلك للساق الأخر
باربي الجانبينحني الرياضي إلى الخصر من القدم اليمنى أو اليسرى. ثم يقفز بساقيه على جانبي قدميك الخارجي والداخلي. ثم يقفز إلى الوراء ولأعلى، ويكرر ذلك في الجانب الآخر.

## الأصل
ووفقا قاموس أكسفورد الإنكليزي، أسس هذه التمارين في الثلاثينات من القرن الماضي الفسيولوجي الأمريكي «الملكي حاء باربي»، الذي وضع اختبار بيربي. كما حصل على درجة دكتوراه في «تطبيق علم وظائف الأعضاء» من جامعة كولومبيا في عام 1940، وإنشاء عملية «باربي» كجزء من أطروحة الدكتوراه كطريقة سريعة وبسيطة لتقييم اللياقة البدنية. وكانت هذه الممارسة شعبية عند اعتماد «الخدمات المسلحة في الولايات المتحدة» كوسيلة لتقييم مستوى اللياقة البدنية من المجندين وعندما دخلت الولايات المتحدة الحرب العالمية الثانية. من تنفذ على شكل سلسلة من المناورات كان يقصد بها أن تكون مقياسا سريعة لخفة الحركة والتنسيق وقوة الاختبار.